# Charnalhas
Charnalhas (en francès Chénérailles) és una comuna (municipi) de França, a la regió de la Nova Aquitània, departament de la Cruesa, al districte de Lo Buçon. És capçalera del cantó del seu nom, encara que La Vavetz és la comuna més poblada d'aquest.
La seva població al cens de 1999 era de 759 habitants.
Està integrada a la Communauté de communes de Chénérailles.

## Demografia
| 1968 | 1975 | 1982 | 1990 | 1999 |
| ---- | ---- | ---- | ---- | ---- |
| 729  | 674  | 685  | 794  | 759  |

## Administració
| Període   | Identitat        | Partit |
| --------- | ---------------- | ------ |
| 2001-2008 | Gerard Berthelet |        |
| 2001-     | Bernard Robin    |        |